# Мона Лиза (фильм)
«Мона Лиза» (англ. Mona Lisa) — кинофильм режиссёра Нила Джордана, вышедший на экраны в 1986 году. Боб Хоскинс, исполнивший в фильме главную роль, был удостоен приза Каннского кинофестиваля и премий «Золотой глобус» и BAFTA.

## Сюжет
Отсидев срок в тюрьме, Джордж просит своего бывшего босса Дэнни Мортуэлла помочь ему с трудоустройством. Тот предоставляет ему место шофёра для элитной девушки по вызову Симоны. Оба не слишком жалуют друг друга поначалу, но вскоре Джордж понимает, что влюблён в Симону, она же решает использовать его в своих целях.

## В ролях
- Боб Хоскинс — Джордж
- Кэти Тайсон — Симона
- Майкл Кейн — Дэнни Мортуэлл
- Робби Колтрейн — Томас
- Кларк Питерс — Андерсон
- Кейт Харди — Кэти
- Мэгги О’Нилл[англ.] — девушка в клубе «Рай»
- Кенни Бейкер — Брайтон
- Полин Мелвилл — жена Джорджа
- Джек Пёрвис — уличный музыкант в Брайтоне

## Критика
Фильм получил положительные отзывы критиков. Роджер Эберт писал: «В подобном кино все зависит от атмосферы и характера, а „Мона Лиза“ точно знает, что делает».

## Награды и номинации
Полный перечень наград и номинаций — на сайте IMDB.
| Премия                                    | Категория                         | Имя                                          | Результат |
| ----------------------------------------- | --------------------------------- | -------------------------------------------- | --------- |
| «Оскар»                                   | Лучшая мужская роль               | Боб Хоскинс                                  | Номинация |
| BAFTA                                     | Лучший фильм                      | Стивен Уолли, Патрик Кассаветти, Нил Джордан | Номинация |
| BAFTA                                     | Лучший режиссёр                   | Нил Джордан                                  | Номинация |
| BAFTA                                     | Лучшая мужская роль               | Боб Хоскинс                                  | Победа    |
| BAFTA                                     | Лучшая женская роль               | Кэти Тайсон                                  | Номинация |
| BAFTA                                     | Лучший оригинальный сценарий      | Нил Джордан, Дэвид Лиланд                    | Номинация |
| BAFTA                                     | Лучший монтаж                     | Лесли Уокер                                  | Номинация |
| «Золотой глобус»                          | Лучший фильм — драма              |                                              | Номинация |
| «Золотой глобус»                          | Лучшая мужская роль — драма       | Боб Хоскинс                                  | Победа    |
| «Золотой глобус»                          | Лучшая женская роль второго плана | Кэти Тайсон                                  | Номинация |
| «Золотой глобус»                          | Лучший сценарий                   | Нил Джордан, Дэвид Лиланд                    | Номинация |
| Каннский кинофестиваль                    | Золотая пальмовая ветвь           | Нил Джордан                                  | Номинация |
| Каннский кинофестиваль                    | Лучшая мужская роль               | Боб Хоскинс                                  | Победа    |
| «Независимый дух»                         | Специальное отличие               |                                              | Номинация |
| Премия Лондонского кружка кинокритиков    | Лучшая мужская роль               | Боб Хоскинс                                  | Победа    |
| Премия Гильдии сценаристов США            | Лучший оригинальный сценарий      | Нил Джордан, Дэвид Лиланд                    | Номинация |
| Международный кинофестиваль в Вальядолиде | Золотой колос                     | Нил Джордан                                  | Победа    |
| Международный кинофестиваль в Вальядолиде | Лучшая мужская роль               | Боб Хоскинс                                  | Победа    |